# Lumsden (Saskatchewan)
Pour les articles homonymes, voir Lumsden.
Lumsden est une ville de la vallée Qu'Appelle de la province canadienne de la Saskatchewan et entouré par la municipalité rurale de Lumsden.
Située sur les rives de la rivière Qu'Appelle, Lumsden a connu plusieurs épisodes d'inondation, soit en 1892, 1904, 1916, 1948, 1969 et en 1974.
Lors du centenaire de la ville en 2005, la reine Élisabeth II et le Duc d'Édimbourg ont visité la communauté.

## Démographie
| 2001  | 2006  | 2011  | 2016  |
| ----- | ----- | ----- | ----- |
| 1 596 | 1 523 | 1 631 | 1 824 |

## Personnalité
- Tanner Glass, joueur de hockey professionnel de la LNH a gradué à la polyvalent locale